# 阿尔维略斯
阿尔维略斯，是西班牙卡斯蒂利亚-莱昂布尔戈斯省的一个市镇。总面积12平方公里，总人口156人（2001年），人口密度13人/平方公里。